# Grammitis marginelloides
Grammitis marginelloides är en stensöteväxtart som först beskrevs av John William Moore, och fick sitt nu gällande namn av Edwin Bingham Copeland. Grammitis marginelloides ingår i släktet Grammitis och familjen Polypodiaceae. Inga underarter finns listade.